# Irish American Athletic Club
L'Irish American Athletic Club (Club d'athlétisme des Irlando-Américains), aussi connu sous son premier nom de Greater New York Irish Athletic Association (Club d'athlétisme des Irlando-Américains du Grand New York) était un club d'athlétisme amateur basé dans le Queens à New York, actif au début du XXe siècle et en majorité composé d'Irlando-Américains.

## Histoire
Le club est créé le 30 janvier 1898 sous le nom de Greater New York Irish Athletic Association, avant qu'il ne soit simplifié en 1904 pour devenir l'Irish American Athletic Club. Le club achète en 1897 et pour un montant de 9 000 dollars un terrain nommé Laurel Hill à Long Island afin d'y établir un complexe sportif. Celui-ci sera baptisé Celtic Park et va offrir durant plus de 30 ans un centre d'entraînement qualifié alors de qualité à de nombreux médaillés olympiques. Le complexe sera rasé en 1931.
Le club va adopter comme logo un poing levé fermé, entouré de trèfles, de drapeaux américains et surtout de deux ailes. Cela donnera au club son surnom de Winged Fists (poings ailés). La devise du club complète son emblème. En gaélique irlandais, il est dit « Láim Láidir Abú » ce qui signifie « Une main forte sera victorieuse ».
Un certain nombre d'athlètes du club vont participer aux premières éditions des Jeux olympiques et y gagner de nombreuses médailles.

## Galerie

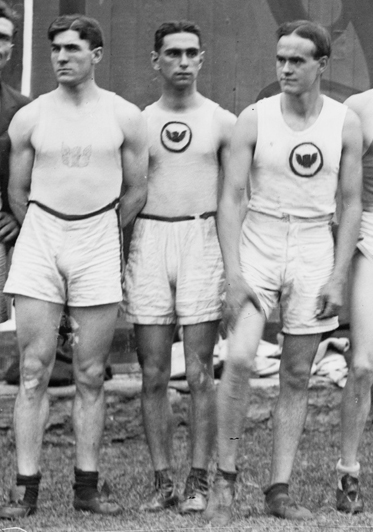
John Eller (en), Abel Kiviat et John J. Reynolds (en).
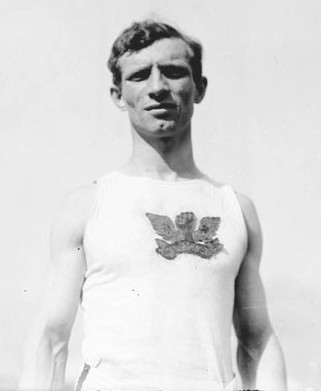
Myer Prinstein.
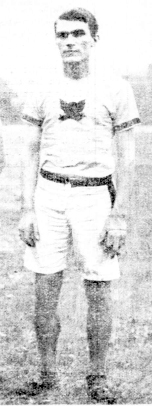
George Bonhag.